# Kou Shibasaki
Kou Shibasaki (柴咲コウ, Shibasaki Ko, Toshima, 5 de agosto de 1981) é uma atriz e cantora japonesa. Desde de sua estreia, apareceu em diversos comerciais, filmes e seriados de televisão. Atualmente, é agenciada pela gravadora Stardust Promotion.

## Carreira

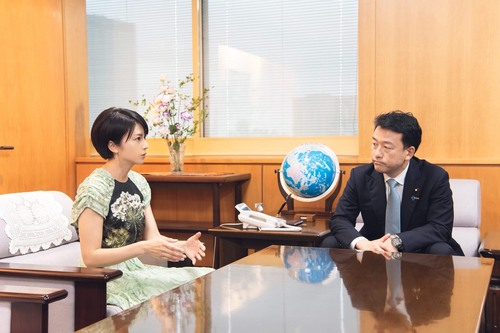
Shibasaki e Hiroyoshi Sasagawa, secretário parlamentar do Meio Ambiente, no Edifício do Governo Central nº 5 em Chiyoda, Tóquio, 6 de julho de 2018

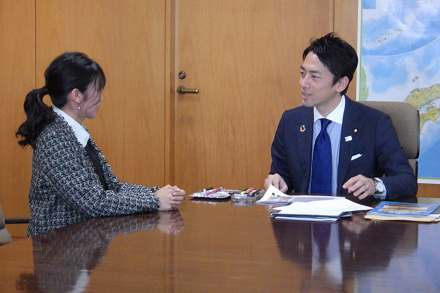
Shibasaki e Shinjirō Koizumi, ministro do Meio Ambiente, no Edifício do Governo Central nº 5 em Chiyoda, Tóquio, 20 de dezembro de 2019

Shibasaki foi descoberta por um agente aos 14 anos de idade. Iniciou a carreira como atriz, antes de ingressar na indústria musical. Entre os filmes mais conhecidos que contam com sua participação estão, Battle Royale, Online Death e Dororo.

### Carreira como atriz
Shibasaki iniciou sua carreira como atriz em 1998, aparecendo em comerciais e programas de televisão. Estreiou no cinema em 2000, ao interpretar a personagem Mitsuko Souma no longa-metragem Battle Royale. A atriz também recebeu aclamação do público ao interpretar Tsubaki Sakurai no filme de 2001, Go, que recebeu diversos prêmios, incluindo o Prêmio de Melhor Atriz Coadjuvante da Academia do Japão, o Hochi Film Awards e o Kinema Junpō Award.
Em 2013, fez sua estreia em um longa-metragem estadunidense, 47 Ronin, uma adaptação cinematográfica da peça de teatro Chūshingura, que entre outros, inclui a participação de Keanu Reeves. O filme se consagrou a primeira adaptação de língua inglesa da lenda, baseando-se em eventos ocorridos no início do século XVIII. Alguns anos depois, em 2017, ela interpretou a protagonista Ii Naotora no Taiga drama da NHK, Naotora: The Lady Warlord. Antes de gravar a série, Shibasaki visitou o túmulo de Naotora.

### Carreira musical
Shibasaki possui dois grupos musicais: Koh+ (com Masaharu Fukuyama) e Galaxias! (com Deco*27 e TeddyLoid).
Shibasaki iniciou sua carreira na indústria musical em 2002 com o seu primeiro single "Trust My Feelings", porém, só ficou conhecida com seu segundo single, "Tsuki no Shizuku", de 2003, que foi utilizado na trilha sonora do filme Yomigaeri.
Apesar não compor suas próprias músicas, escreve as letras de maior parte suas canções. Muitos de seus singles foram utilizados em trilhas sonoras de filmes, dramas e comerciais. Seu single "Lover Soul" foi o tema de encerramento do live action drama Otomen.
Sua canção "Another World" fez parte da trilha sonora de "Mirai Nikki – Another:World" (2011).
Em junho de 2015, Shibasaki lançou seu primeiro álbum cover Kou Utau. Em junho de 2016, lançou seu segundo álbum cover Zoku Kou Utau.

## Filmografia

### Filmes
| Ano  | Título                                          | Papel              | Notas               | Ref.         |
| ---- | ----------------------------------------------- | ------------------ | ------------------- | ------------ |
| 2000 | Tokyo Raiders                                   | Yumi               |                     | [ 6 ]        |
| 2000 | Tokyo Trash Baby                                | Kyoko              |                     | [ 5 ]        |
| 2000 | Battle Royale                                   | Mitsuko Souma      |                     | [ 5 ]        |
| 2001 | Run! Ichiro                                     | Miho Nakajima      |                     |              |
| 2001 | Kakashi                                         | Izumi Miyamori     |                     |              |
| 2001 | Go                                              | Tsubaki Sakurai    |                     | [ 7 ] [ 5 ]  |
| 2002 | Soundtrack                                      | Misa, Misa         | Dois papéis         |              |
| 2002 | Makeup Artist Kewaishi                          | Nakatsu Sayo       |                     |              |
| 2002 | Drive                                           | Sakai Sumire       | Papel principal     | [ 5 ]        |
| 2003 | Yomigaeri                                       | Rui                |                     |              |
| 2003 | One Missed Call                                 | Yumi Nakamura      | Papel principal     | [ 5 ]        |
| 2004 | Crying Out Love in the Center of the World      | Ritsuko Fujimura   |                     | [ 5 ]        |
| 2005 | One Missed Call 2                               | Yumi Nakamura      | Aparição            | [ 5 ]        |
| 2005 | Maison de Himiko                                | Saori              | Papel principal     | [ 5 ]        |
| 2006 | Kenchō no Hoshi                                 | Aki Ninomiya       |                     |              |
| 2006 | Legend of Raoh: Chapter of Death in Love        | Reina (voz)        |                     | [ 5 ]        |
| 2006 | Memories of Matsuko                             | Watanabe Asuka     |                     | [ 5 ]        |
| 2006 | Sinking of Japan                                | Reiko Abe          |                     | [ 5 ]        |
| 2007 | Dororo                                          | Dororo             |                     |              |
| 2007 | Maiko Haaaan!!!                                 | Fujiko Osawa       |                     | [ 5 ]        |
| 2008 | Shaolin Girl                                    | Rin                | Papel principal     | [ 5 ]        |
| 2008 | Suspect X                                       | Kaoru Utsumi       |                     | [ 14 ]       |
| 2010 | Shokudo Katatsumuri                             | Rinko              | Papel principal     |              |
| 2010 | Ōoku                                            | Tokugawa Yoshimune |                     |              |
| 2013 | Sue, Mai & Sawa: Righting the Girl Ship         | Morimoto Yoshiko   | Papel principal     | [ 7 ]        |
| 2013 | Detective Conan: Private Eye in the Distant Sea | Nanami Fujii (voz) |                     |              |
| 2013 | 47 Ronin                                        | Mika               | Filme estadunidense | [ 8 ] [ 5 ]  |
| 2014 | A Bolt from the Blue                            | Etsuko Hanamura    |                     | [ 5 ]        |
| 2014 | Over Your Dead Body                             | Miyuki Gotō, Oiwa  |                     | [ 5 ]        |
| 2016 | Nobunaga Concerto                               | Kichō              |                     | [ 5 ]        |
| 2019 | The Island of Cats                              | Michiko            |                     | [ 5 ]        |
| 2020 | State of Emergency                              |                    |                     | [ 15 ]       |
| 2021 | Baragaki: Unbroken Samurai                      | Oyuki              |                     | [ 5 ] [ 16 ] |
| 2021 | Child of Kamiari Month                          | Yayoi Hayama (voz) |                     | [ 17 ]       |
| 2022 | Silent Parade                                   | Kaoru Utsumi       |                     | [ 14 ]       |
| 2022 | ×××Holic                                        | Yuko Ichihara      | Papel principal     | [ 18 ]       |

### Televisão
| Ano  | Título                                            | Papel                 | Emissora | Notas                               | Ref.  |
| ---- | ------------------------------------------------- | --------------------- | -------- | ----------------------------------- | ----- |
| 1998 | Shin-D                                            | -                     |          |                                     | [ 6 ] |
| 1999 | L×I×V×E                                           | Akiko Taniguchi       |          |                                     |       |
| 1999 | P. S. Genkidesu, Shunpei                          | Mika Kawai            |          |                                     |       |
| 1999 | Kowai Douwa                                       | Rapunzel              |          |                                     |       |
| 1999 | Warui Onna                                        | Bartender Ayaka       |          | Papel principal                     |       |
| 2000 | Black Jack                                        | Keiko Toyama          |          |                                     |       |
| 2000 | Another Heaven ~eclipse~                          | Rumi Kiuchi           |          |                                     |       |
| 2000 | Densetsu no Kyoushi                               | Rie                   |          |                                     |       |
| 2000 | Tuesday Suspense Theater (Angel Dressed in Black) | Enfermeira            |          |                                     |       |
| 2000 | Straight News                                     | Mina Hamasaki         |          |                                     |       |
| 2000 | Face ~Mishiranu Koibito~                          | Mako Okuno            |          |                                     |       |
| 2000 | School Ghost Stories: Spring Mononoke Special     | Jovem esposa          |          |                                     |       |
| 2001 | Let's Go! Nagata-cho                              | Suzuko Hirose         |          |                                     |       |
| 2002 | Yume no California                                | Kotomi Oba            |          |                                     |       |
| 2002 | Sora Kara Furu Ichioku no Hoshi                   | Yuki Mizashita        |          |                                     |       |
| 2003 | Good Luck!!                                       | Ayumi Ogawa           | TBS      |                                     |       |
| 2003 | Dr. Kotō Shinryōjo                                | Ayaka Hoshino         | Fuji TV  |                                     | [ 1 ] |
| 2004 | Orange Days                                       | Sae Hagio             | TBS      | Papel principal                     | [ 1 ] |
| 2006 | Dr. Kotō Shinryōjo (2.ª temp.)                    | Ayaka Hoshino         | Fuji TV  |                                     | [ 1 ] |
| 2007 | Galileo                                           | Detetive Kaoru Utsumi | Fuji TV  |                                     | [ 1 ] |
| 2010 | Wagaya no Rekishi                                 | Masako Yame           | Fuji TV  | Papel principal; minissérie         |       |
| 2011 | Diplomat Kosaku Kuroda                            | Rikako Ogaki          | Fuji TV  |                                     |       |
| 2013 | Andō Lloyd: A.I. knows Love?                      | Asahi Ando            | TBS      |                                     | [ 1 ] |
| 2014 | Nobunaga Concerto                                 | Kichō                 | Fuji TV  |                                     | [ 5 ] |
| 2015 | Maru Maru Tsuma                                   | Hikari                | NTV      | Papel principal                     |       |
| 2016 | Ice on the Tracks                                 | Mayu Daimon           | TV Asahi | Papel principal; filme de televisão |       |
| 2017 | Naotora: The Lady Warlord                         | Ii Naotora            | NHK      | Papel principal; Taiga drama        | [ 9 ] |
| 2018 | Dele                                              | Sawatari Akina        | TV Asahi | Episódio 5                          | [ 5 ] |
| 2019 | The House on the Slope                            | Yamazaki Risako       | Wowow    | Papel principal                     |       |
| 2020 | Yell                                              | Tamaki Futaura        | NHK      | Asadora                             |       |

### Dublagem
- Cruella, Cruella de Vil (Emma Stone)[19]
- The Matrix Resurrections, Gwyn de Vere (Christina Ricci)[20]

## Discografia
Kou Shibasaki vendeu mais de 4 milhões de singles combinados.

### Álbuns de estúdio
| Álbum                              | Detalhes                                                             | Melhor posição no Oricon |
| ---------------------------------- | -------------------------------------------------------------------- | ------------------------ |
| Mitsu (蜜)                         | - Lançamento: 11 de fevereiro de 2004 - Gravadora: Universal J       | 2                        |
| Hitori Asobi (ひとりあそび)        | - Lançamento: 14 de dezembro de 2015 - Gravadora: Universal J        | 6                        |
| Kiki (嬉々♥)                       | - Lançamento: 25 de abril de 2007 - Gravadora: Universal J           | 3                        |
| Love Paranoia                      | - Lançamento: 18 de novembro de 2009 - Gravadora: Nayutawave Records | 2                        |
| Circle Cycle                       | - Lançamento: 18 de maio de 2011 - Gravadora: Nayutawave Records     | 3                        |
| Lyrical Wonder (リリカル*ワンダー) | - Lançamento: 12 de dezembro de 2012 - Gravadora: Nayutawave Records | 20                       |
| Ko Utau (こううたう)               |                                                                      |                          |

### Compilações
| Álbum                 | Detalhes                                                          | Melhor posição no Oricon |
| --------------------- | ----------------------------------------------------------------- | ------------------------ |
| Single Best           | - Lançamento: 12 de março de 2008 - Gravadora: Nayutawave Records | 1                        |
| The Back Best         | - Lançamento: 12 de março de 2008 - Gravadora: Nayutawave Records | 3                        |
| Love&Ballad Selection | - Lançamento: 30 de junho de 2010 - Gravadora: Nayutawave Records | 9                        |

### Singles
| Título                                                                | Data de lançamento      | Melhor posição | Melhor posição | Álbum                  |
| Título                                                                | Data de lançamento      | Oricon         | Japan Hot 100  | Álbum                  |
| --------------------------------------------------------------------- | ----------------------- | -------------- | -------------- | ---------------------- |
| "Trust my feelings"                                                   | 24 de julho de 2002     | 50             | ×              | Single Best            |
| "Tsuki no Shizuku" (月のしずく) - as Rui                              | 15 de janeiro de 2003   | 1              | ×              | Mitsu                  |
| "Nemuri Renai Yoru wa Nemuri Ranai Yume o" (眠レナイ夜ハ眠ラナイ夢ヲ) | 4 de junho 2003         | 7              | ×              | Mitsu                  |
| "Omoide Dakede wa Tsurasugiru" (思い出だけではつらすぎる)             | 3 de setembro de 2003   | 9              | ×              | Mitsu                  |
| "Ikutsuka no Sora" (いくつかの空)                                     | 14 de janeiro 2004      | 10             | ×              | Mitsu                  |
| "Katachi Aru Mono" (かたち あるもの)                                  | 11 de agosto de 2004    | 2              | ×              | Single Best            |
| "Glitter"                                                             | 16 de fevereiro de 2005 | 6              | ×              | Hitori Asobi           |
| "Sweet Mom"                                                           | 5 de outubro de 2005    | 3              | ×              | Hitori Asobi           |
| "Kage" (影)                                                           | 15 de fevereiro de 2006 | 2              | ×              | Kiki                   |
| "Invitation"                                                          | 9 de agosto de 2006     | 9              | ×              | Kiki                   |
| "Actuality"                                                           | 6 de dezembro de 2006   | 20             | ×              | Single Best            |
| "at home"                                                             | 21 de fevereiro de 2007 | 24             | ×              | Kiki                   |
| "Hito Koi Meguri" (ひと恋めぐり)                                      | 28 de março de 2007     | 8              | ×              | Kiki                   |
| "Hito Koi Meguri" (ひと恋めぐり)                                      | 28 de março de 2007     | 8              | ×              | Kiki                   |
| "Prism" (プリズム)                                                    | 30 de maio de 2007      | 20             | ×              | Single Best            |
| "Kiss Shite" (KISSして) - as Koh+                                     | 21 de novembro de 2007  | 3              | ×              | Single Best            |
| "Yoku Aru Hanashi: Mofuku no Onna-hen" (よくある話 〜喪服の女編〜)    | 4 de junho de 2008      | 6              | 14             | Love Paranoia          |
| "Saiai" (最愛) - as Koh+                                              | 1 de outubro de 2008    | 5              | 3              | Love Paranoia          |
| "Taisetsu ni Suru yo" (大切にするよ)                                  | 4 de março de 2009      | 16             | 23             | Love Paranoia          |
| "Love Soul" (ラバソー 〜lover soul〜)                                 | 16 de setembro de 2009  | 3              | 8              | Love Paranoia          |
| "Honto dayo" (ホントだよ)                                             | 4 de abril de 2010      | 8              | 8              | Love&Ballad Collection |
| "Euphoria"                                                            | 3 de novembro de 2010   | 15             | 37             | Circle Cycle           |
| "Mukei Spirit" (無形スピリット)                                       | 9 de fevereiro de 2011  | 12             | 15             | Circle Cycle           |
| "Wish"                                                                | 20 de abril de 2011     | 12             | 23             | Circle Cycle           |
| "Strength"                                                            | 14 de março de 2012     | 26             | 33             | Lyrical Wonder         |
| "Another World"                                                       | 13 de junho de 2012     | 12             | 19             | Lyrical Wonder         |
| "My Perfect Blue/Yukuyuku wa" (My Perfect Blue/ゆくゆくは)            | 31 de outubro de 2012   | 28             | 35             | Lyrical Wonder         |
| "Love Searchlight" (ラブサーチライト)                                 | 16 de abril de 2014     | 22             | 21             |                        |
| "Aoi Hoshi" (蒼い星)                                                  | 27 de agosto de 2014    | 36             | TBA            | –                      |
| "Yasei no dōmei" (野性の同盟)                                         | 25 de novembro de 2015  | 38             | TBA            |                        |

### DVDs
- Kō Shibasaki Single Clips  (2004)
- Kō Shibasaki Invitation Live (2007)
- Live Tour 2008 -1st- DVD (2008)